# 7199 Brianza
7199 Brianza (1994 FR) là một tiểu hành tinh vành đai chính được phát hiện ngày 28 tháng 3 năm 1994 bởi Cavagna, M., Giuliani, V. ở Sormano.